# Ирит
Ирит е възпаление на ириса на окото, форма на предшестващ увеит.

## Видове
Има два основни вида ирит: акутен и хроничен.
- Акутният ирит е вид ирит, който може да се лекува самостоятелно в рамките на няколко седмици. Ако се извършва лечение, акутния ирит се подобрява бързо.
- Хроничният ирит може да съществува в продължение на месеци или години, преди да настъпи възстановяване. Хроничния ирит не реагира на лечението, така както акутния ирит. Хроничният ирит се придружава също така и с по-висок риск от сериозни зрителни увреждания.